# Coppa Europa invernale di lanci 2010
La Coppa Europa invernale di lanci 2010 è stata la X edizione della Coppa Europa invernale di lanci, e si è svolta ad Arles in Francia, il 20 e 21 marzo 2010.

## Risultati

### Uomini
| Gara                   | Oro             | Misura  | Argento             | Misura  | Bronzo           | Misura  |
| ---------------------- | --------------- | ------- | ------------------- | ------- | ---------------- | ------- |
| Getto del peso         | Asmir Kolašinac | 20,15 m | Lajos Kürthy        | 20,07 m | Marco Fortes     | 19,85 m |
| Lancio del disco       | Markus Münch    | 65,37 m | Mario Pestano       | 63,78 m | Sergiu Ursu      | 61,19 m |
| Lancio del giavellotto | Ilja Korotkow   | 83,28 m | Ołeksandr Pjatnycia | 79,38 m | Paweł Rakoczy    | 78,13 m |
| Lancio del martello    | Nicola Vizzoni  | 76,63 m | Jury Szajunou       | 76,30 m | Aleksiej Zagorny | 75,58 m |

### Donne
| Gara                   | Oro           | Misura  | Argento            | Misura  | Bronzo             | Misura  |
| ---------------------- | ------------- | ------- | ------------------ | ------- | ------------------ | ------- |
| Getto del peso         | Anna Omarova  | 18,03 m | Josephine Terlecki | 17,42 m | Irina Tarasova     | 16,56 m |
| Lancio del disco       | Nadine Müller | 64,30 m | Żaneta Glanc       | 59,95 m | Nicoleta Grasu     | 59,92 m |
| Lancio del giavellotto | Martina Ratej | 65,96 m | Linda Stahl        | 60,56 m | Ásdís Hjálmsdóttir | 59,98 m |
| Lancio del martello    | Betty Heidler | 72,48 m | Silvia Salis       | 69,43 m | Tat'jana Lysenko   | 69,11 m |